# Raed al-Saleh
Raed al-Saleh est un homme politique syrien kurde qui est actuellement ministre des Situations d'urgence et de la Gestion des catastrophes de Syrie, et précédemment chef des Casques blancs.